# 캐디 허프만

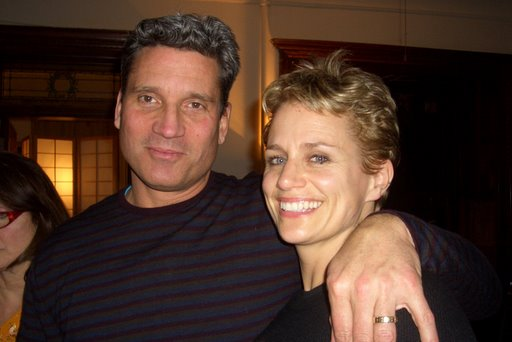

케이디 허프먼(Cady Huffman, 영어 발음: /ˈkeɪdiː/, 1965년 2월 2일 ~ )은 미국의 배우이다.
샌타바버라에서 태어났다.

## 출연 작품
- 몰리의 상대성이론 (2013년) - 나타샤 역
- 스탠바이 (2012년)
- 더 컴퍼니 맨 (2010년) - 조안나 역
- 데어 (2009년)
- 이티비티티티 위원회 (2007년)
- 내니 다이어리 (2007년)
- 로맨스와 담배 (2005년)
- 스페이스 마린 (1996년)
- 리틀 빅 히어로 (1992년)

### 텔레비전
- 아이언 쉐프 아메리카: 더 시리즈 (2005년) - 본인 역
- 원 라이프 투 리브 (1968년)